# Verkiezingen voor het Europees Parlement 2014/Kandidatenlijst/Artikel50
De kandidatenlijst voor de Europese Parlementsverkiezingen 2014 van Artikel50 (lijstnummer 9) is na controle door de Kiesraad als volgt vastgesteld:
1. Van der Stoep D.T. (Daniël) (m), 's-Gravenhage
2. Sassen J.H.N.A. (Alexander) (m), Berkhout
3. Ramautarsing Y.J.S. (Yernaz) (m), Amsterdam
4. Keijser D.J. (Dirk Jan) (m), Voorburg
5. Van Unnik G.A.L. (Gerton) (m), Weesp
6. Winkelaar K.P.G.H. (Kim) (m), Aarlanderveen
7. Beentjes E.J.M. (Erna) (v), 's-Gravenhage
8. Dijkstra L. (Lammert) (m), Dokkum
9. Van Meetelen B.D. (Boy) (m), Bergen op Zoom
10. Van Wermeskerken A. (Arwin) (m), Rotterdam
11. De Krosse L.E.P.T. (Luc) (m), Arnhem
12. De Haan A. (Alle) (m), Dokkum
13. Dokter T. (Teunis) (m), Groningen
14. Bakhuizen A. (Arnoud) (m), 's-Gravenhage
15. Walthaus T. (Ton) (m), Borsele
16. De Roode M. (Mike) (m), Rotterdam
17. Beverloo A.V. (Andreas) (m), Waardenburg
18. Dörenberg M.H.F. (Maurice) (m), Swalmen
19. De Groot J.P.C. (Jasper) (m), Mierlo
20. De la Torre Celorio E.L. (Luca) (v), 's-Gravenhage
21. Appel P.J.A.M. (Pieter) (m) Capelle aan den IJssel

CDA-Europese Volkspartij · 
PVV (Partij voor de Vrijheid) ·
P.v.d.A./Europese Sociaaldemocraten ·
VVD ·
Democraten 66 (D66)-ALDE ·
GROENLINKS ·
SP (Socialistische Partij) ·
ChristenUnie-SGP ·
Artikel50 ·
IQ, de Rechten-Plichten-Partij ·
Piratenpartij ·
50PLUS ·
De Groenen ·
Anti EU(ro) Partij ·
Liberaal Democratische Partij ·
JEZUS LEEFT ·
ikkiesvooreerlijk.eu ·
Partij voor de Dieren ·
Aandacht en Eenvoud